# Foiano di Val Fortore
Foiano di Val Fortore is een gemeente in de Italiaanse provincie Benevento (regio Campanië) en telt 1539 inwoners (31-12-2004). De oppervlakte bedraagt 40,7 km², de bevolkingsdichtheid is 39 inwoners per km².

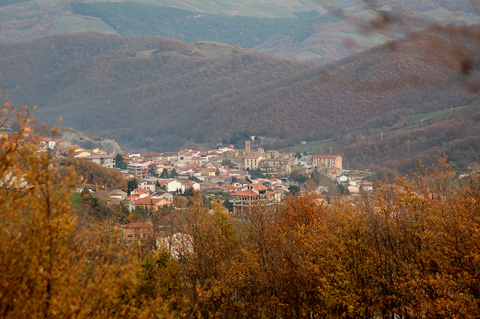
Foiano di Val Fortore
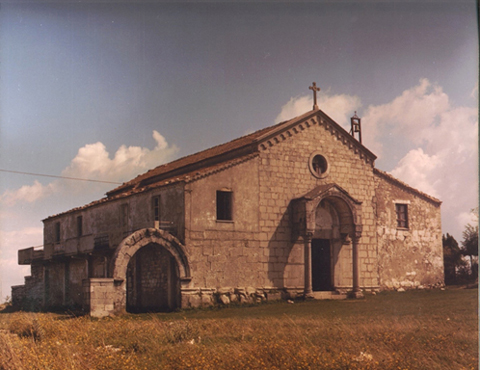
San Giovanni, Mazzocca (Foiano di Val Fortore)

## Demografie
Foiano di Val Fortore telt ongeveer 634 huishoudens. Het aantal inwoners daalde in de periode 1991-2001 met 9,2% volgens cijfers uit de tienjaarlijkse volkstellingen van ISTAT.
| Jaar | Inwoneraantal |
| ---- | ------------- |
| 1991 | 1708          |
| 2001 | 1551          |

## Geografie
Foiano di Val Fortore grenst aan de volgende gemeenten: Baselice, Molinara, Montefalcone di Val Fortore, Roseto Valfortore (FG), San Bartolomeo in Galdo, San Giorgio La Molara, San Marco dei Cavoti.